# Queens Park Rangers
Die Queens Park Rangers (offiziell: Queens Park Rangers Football Club, oft kurz auch QPR genannt) sind ein englischer Fußballverein aus London, der in der EFL Championship aktiv ist. Die Queens Park Rangers werden wegen ihrer quergestreiften Trikots auch als Super Hoops (Super Reifen) bezeichnet.

## Geschichte

Eintrittskarte zur Loftus Road aus der Saison 2000/2001

Der Verein hat seine Wurzeln in den 1882 im Londoner Westen gegründeten Jugendklubs St. Jude’s Institute und Christchurch Rangers. St. Jude’s war ein Betätigungsfeld für Internatsschüler an der Droop Street und hatte mit der Unterstützung von Pfarrer Gordon Young zudem einen kirchlichen Hintergrund. Nachdem Spieler parallel auch bei den von George Wodehouse gegründeten Christchurch Rangers gespielt hatten, entschlossen sich beide Seiten 1886 zu einer Fusion. Der Verein nannte sich aufgrund der Heimat im Stadtteil Queen’s Park fortan Queen’s Park Rangers – die Lösung lag deswegen nahe, weil die Christchurch Rangers bereits mehr oder weniger so genannt worden waren. Bei der Wahl der blau gestreiften Trikots orientierte man sich an den Vorbildern aus Oxford und Cambridge.
Im Jahr 1889 wurde er ein Proficlub und spielte in 14 Stadien, bis er 1917 in sein heutiges Stadion Loftus Road zog. In den Jahren 1931–1933 sowie in der Spielzeit 1962/63 spielte er wegen erhoffter größerer Zuschauerzahlen im White City. Die Loftus Road hat eine Kapazität von 19.148 Zuschauern. Die höchste Zuschauerzahl erreichte QPR am 27. April 1974 im Erstligaspiel gegen Leeds United.

### Titel im League Cup und Vizemeister in der First Division (1966–1979)
Einen ersten Erfolg feierten die Queens Park Rangers im League Cup 1966/67 mit Trainer Alec Stock, der die Mannschaft um Ron Springett und Rodney Marsh durch einen 3:2-Erfolg über West Bromwich Albion zum ersten Titel der Vereinsgeschichte führte. 1968 stieg der Verein erstmals in die Football League First Division 1968/69 auf. Nach einem letzten Tabellenrang und 13 Punkten Abstand auf einen Nichtabstiegsplatz kehrte QPR jedoch nach nur einem Jahr in die Second Division zurück. Zur Saison 1973/74 gelang der Mannschaft der zweite Aufstieg in die First Division, der durch einen achten Platz und damit souverän erreichten Klassenerhalt zusätzlich gefeiert wurde. Nach einem elften Rang im Folgejahr führte die Saison 1975/76 den Verein unter Trainer Dave Sexton zur Vizemeisterschaft hinter dem FC Liverpool. Lediglich ein Punkt fehlte zum ersten Meistertitel der Vereinsgeschichte. Durch die gute Tabellenplatzierung zog QPR in den UEFA-Pokal 1976/77 ein und erreichte dort nach Erfolgen über Brann Bergen, Slovan Bratislava und den 1. FC Köln das Viertelfinale. Dort besiegte die Mannschaft aus London im Hinspiel den griechischen Vertreter AEK Athen mit 3:0. Nach einer 0:3-Niederlage im Rückspiel und einem anschließenden 6:7 nach Elfmeterschießen endete jedoch das Abenteuer Europapokal. Die Tendenz der folgenden beiden Spielzeiten in der First Division war eindeutig negativ und führte in der Football League First Division 1978/79 zum zweiten Erstligaabstieg nach 1969.

### Finalteilnahme im FA Cup und Rückkehr in die First Division (1980–1996)
Erneut verbrachte der Verein vier Jahre in der zweiten Liga. Ein großer Erfolg gelang dem Zweitligisten im FA Cup 1981/82, als das Team um Mannschaftskapitän Glenn Roeder, Tony Currie, Terry Fenwick und John Gregory ins Finale in Wembley einzog. Nach einem 1:1 nach Verlängerung im ersten Spiel, unterlag QPR im Wiederholungsspiel dem Erstligisten Tottenham Hotspur durch ein Tor von Glenn Hoddle mit 0:1 und verpasste so den zweiten Titel der Vereinsgeschichte. Dafür gelang 1983 die Rückkehr in die Erstklassigkeit. Dem Aufsteiger unter Trainer Terry Venables gelang dabei in der Football League First Division 1983/84 eine ausgezeichnete Saison, die ihn auf den fünften Tabellenplatz führte. Es folgte die zweite Teilnahme am UEFA-Pokal nach 1976/77. Nach einem Erstrundenerfolg über KR Reykjavík scheiterte das Team jedoch bereits in der 2. Runde des UEFA-Pokal 1984/85 mit 6:2 und 0:4 am jugoslawischen Vertreter FK Partizan Belgrad. Die Erstligajahre zwischen 1985 und 1987 verbrachte der Verein im Abstiegskampf. In der Saison 1985/86 gelang dafür der Einzug ins Ligapokalfinale, dort unterlag die Mannschaft jedoch dem Erstligakonkurrenten Oxford United deutlich mit 0:3. 1987/88 gelang dem Verein die erhoffte Rückkehr ins obere Tabellendrittel. Durch die internationale Sperre aller englischen Teams nach der Heysel-Katastrophe verpasste QPR jedoch die dritte Teilnahme am Europapokal. Die nächsten vier Spielzeiten verbrachten die Queens Park Rangers im Mittelfeld der Tabelle, ehe in der neu eingeführten Premier League 1992/93 mit Trainer Gerry Francis der Sprung auf den fünften Platz gelang. Die Mannschaft um Toptorjäger Les Ferdinand (zweiter der Torschützenliste mit 20 Treffern) qualifizierte sich damit jedoch nicht für den Europapokal. Nach zwei Platzierungen im einstelligen Tabellenbereich stieg der Verein aus der Premier League 1995/96 in die nun zweitklassige First Division ab.

### Absturz in die Drittklassigkeit und Rückkehr in die Premier League (seit 1997)
In der Saison 2000/01 folgte nach 34 Jahren der Absturz in die Drittklassigkeit durch einen vorletzten Tabellenrang in der First Division. Auch die Ablösung von Gerry Francis durch den neuen Trainer Ian Holloway hatte den Abstieg nicht verhindern können. Holloway führte den Verein 2003/04 in die zweite Liga zurück und erreichte in der neu eingeführten Football League Championship 2004/05 souverän den Klassenerhalt. Die folgenden drei Jahre verbrachte der Verein im Abstiegskampf der zweiten Liga, ehe in der Saison 2008/09 ein Mittelfeldplatz erzielt wurde.
In der Saison 2010/11 gelang dem Team von Trainer Neil Warnock auch dank zahlreicher Investitionen in die Mannschaft die Rückkehr in die Premier League.
Nach dem Abstieg 2013 gelang den QPR im Finale der Qualifikationsrunde zur Premier League in Unterzahl durch ein Tor von Bobby Zamora in der 90. Minute gegen Derby County der sofortige Wiederaufstieg. In der folgenden Premier-League-Saison 2014/15 stiegen die Londoner jedoch als Tabellenletzter wieder in die zweite Liga ab. Im November 2016 übernahm Ian Holloway erneut den Trainerposten bei den QPR, die die letzten Saisons im unteren Mittelfeld der zweiten Liga abschlossen.

### Besitzer
Am 1. September 2007 kauften Formel-1-Funktionär Bernie Ecclestone und Flavio Briatore den Londoner Verein. Die Kaufsumme betrug 1,5 Millionen Euro, zudem wurden Verbindlichkeiten in Höhe von 19,5 Millionen Euro getilgt. Am 19. Februar 2010 trat Briatore als Präsident des Fußballvereins zurück. Er bleibt weiterhin Miteigentümer. Als Nachfolger wurde der Inder Ishan Saksena ernannt. Im August 2011 erwarb die Tune Group des malaysischen Unternehmers Tony Fernandes eine Aktienmehrheit in Höhe von 66 %. Hierdurch übernahm Fernandes zusammen mit der Familie des indischen Stahlmagnaten Lakshmi Mittal, die 33 % der Aktien hält, die Führung des Vereins.

## Kader der Saison 2024/25
Stand: 14. Oktober 2024
| Nr. |            | Position | Name               |
| --- | ---------- | -------- | ------------------ |
| 1   | Frankreich | TW       | Paul Nardi         |
| 3   | Irland     | AB       | Jimmy Dunne        |
| 4   | England    | MF       | Jack Colback       |
| 5   | England    | AB       | Steve Cook         |
| 6   | England    | AB       | Jake Clarke-Salter |
| 7   | England    | MF       | Karamoko Dembélé   |
| 8   | England    | MF       | Sam Field          |
| 10  | Marokko    | MF       | Ilias Chair        |
| 11  | Nordirland | ST       | Paul Smyth         |
| 12  | Schweiz    | ST       | Michael Frey       |
| 13  | England    | TW       | Joe Walsh          |
| 14  | Japan      | MF       | Koki Saito         |
| 15  | Wales      | AB       | Morgan Fox         |
| 16  | Schottland | AB       | Liam Morrison      |

| Nr. |            | Position | Name                |
| --- | ---------- | -------- | ------------------- |
| 18  | Slowenien  | ST       | Žan Celar           |
| 19  | England    | MF       | Elijah Dixon-Bonner |
| 20  | Schottland | AB       | Harrison Ashby      |
| 22  | Suriname   | AB       | Kenneth Paal        |
| 23  | Brasilien  | AB       | Hevertton Santos    |
| 24  | Danemark   | MF       | Nicolas Madsen      |
| 25  | Danemark   | MF       | Lucas Andersen      |
| 26  | Algerien   | ST       | Rayan Kolli         |
| 27  | Australien | ST       | Daniel Bennie       |
| 28  | England    | ST       | Alfie Lloyd         |
| 32  | England    | TW       | Matteo Salamon      |
| 40  | Martinique | MF       | Jonathan Varane     |
| 41  | Kosovo     | MF       | Lorent Talla        |
|     | Wales      | TW       | Nathan Shepperd     |

## Erfolge
- Englischer Vizemeister: 1976
- Football League Championship: Meister 2011
- Football League Second Division: Meister 1983
- Division Three: Meister 1967
- Division Three (South): Meister 1948
- League-Cup-Sieger: 1967 (3:2 gegen West Bromwich Albion)
- League-Cup-Finalist: 1986 (0:3 gegen Oxford United)
- FA-Cup-Finalist 1982 (1:1 n. V. und 0:1 gegen Tottenham Hotspur)

## Europapokalbilanz
| Saison  | Wettbewerb | Runde         | Gegner              | Gesamt          | Hin     | Rück          |
| ------- | ---------- | ------------- | ------------------- | --------------- | ------- | ------------- |
| 1976/77 | UEFA-Pokal | 1. Runde      | Brann Bergen        | 11:00           | 4:0 (H) | 7:0 (A)       |
| 1976/77 | UEFA-Pokal | 2. Runde      | Slovan Bratislava   | 8:5             | 3:3 (A) | 5:2 (H)       |
| 1976/77 | UEFA-Pokal | 3. Runde      | 1. FC Köln          | (a)4:4(a)       | 3:0 (H) | 1:4 (A)       |
| 1976/77 | UEFA-Pokal | Viertelfinale | AEK Athen           | 3:3 (6:7 i. E.) | 3:0 (H) | 0:3 n. V. (A) |
| 1984/85 | UEFA-Pokal | 1. Runde      | KR Reykjavík        | 7:0             | 3:0 (A) | 4:0 (H)       |
| 1984/85 | UEFA-Pokal | 2. Runde      | FK Partizan Belgrad | (a)6:6(a)       | 6:2 (H) | 0:4 (A)       |

Gesamtbilanz: 12 Spiele, 8 Siege, 1 Unentschieden, 3 Niederlagen, 39:18 Tore (Tordifferenz +21)

## Statistik und Rekorde
- Höchste Zuschauerzahl: 35.353 (in einem Spiel 1974 gegen Leeds United)
- Höchster Ligasieg: 9:2 (1960 gegen Tranmere Rovers)
- Höchste Liganiederlage: 1:8 (1969 gegen Manchester United)
- Meiste Ligaspiele: Tony Ingham (519 Spiele von 1950 bis 1963)
- Rekordnationalspieler: Alan McDonald (52 Spiele für Nordirland)
- Ältester Spieler: Ray Wilkins (knapp 40 Jahre)
- Jüngster Spieler: Frank Sibley (knapp 16 Jahre)

## Ehemalige Spieler

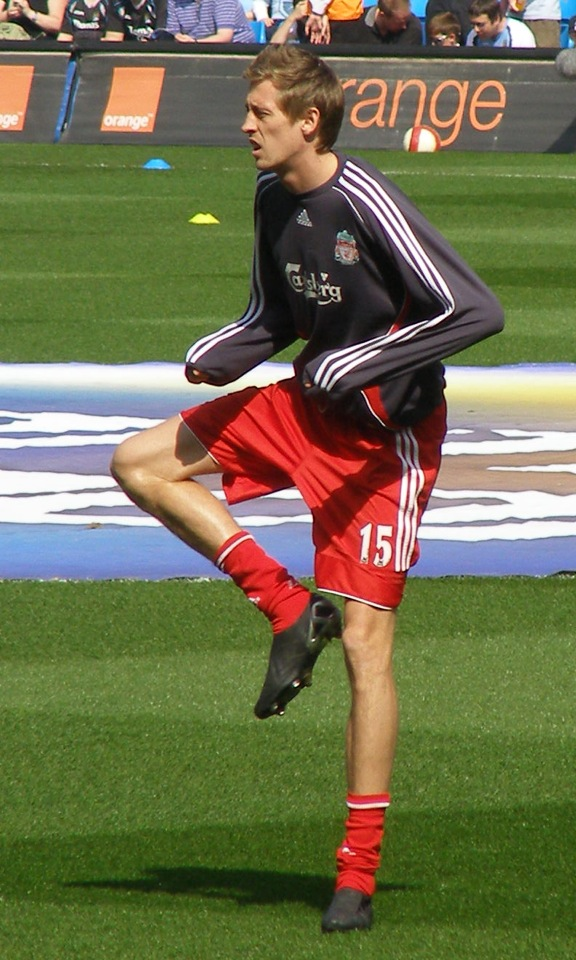
Peter Crouch schaffte in der Saison 2000/01 bei den Queens Park Rangers seinen Durchbruch im Profifußball.

- William Chalmers (1922–1924)
- George Goddard (1926–1933)
- Tony Ingham (1950–1963)
- Ron Springett (1955–1958, 1965–1969)
- Brian Bedford (1959–1965)
- Rodney Marsh (1966–1972)
- Gerry Francis (1969–1979, 1981–1982)
- Terry Venables (1969–1975)
- Phil Parkes (1970–1979)
- Stan Bowles (1972–1979)
- Frank McLintock (1973–1977)
- David Webb (1974–1977)
- John Hollins (1975–1979)
- Glenn Roeder (1978–1983)
- Tony Currie (1979–1982)
- Terry Fenwick (1980–1987)
- John Gregory (1981–1985)
- Alan McDonald (1981–1997)
- Gary Bannister (1984–1988)
- David Seaman (1986–1990)
- Les Ferdinand (1987–1995)
- Trevor Francis (1988–1990)
- Andy Sinton (1989–1993)
- Ray Wilkins (1989–1994, 1994–1996)
- Jan Stejskal (1990–1994)
- Ian Holloway (1991–1996)
- Kevin Gallen (1994–2000, 2001–2007)
- Trevor Sinclair (1993–1998)
- Peter Crouch (2000–2001)
- Danny Shittu (2001–2006)
- Lee Camp (2004, 2007–2008, 2009)
- Dexter Blackstock (2006–2009)
- Zeshan Rehman (2006–2009)
- Kaspars Gorkšs (2008–2011)
- Max Ehmer (2009–2015)
- Joey Barton (2011–2012, 2013–2015)

## Manager (Trainer)

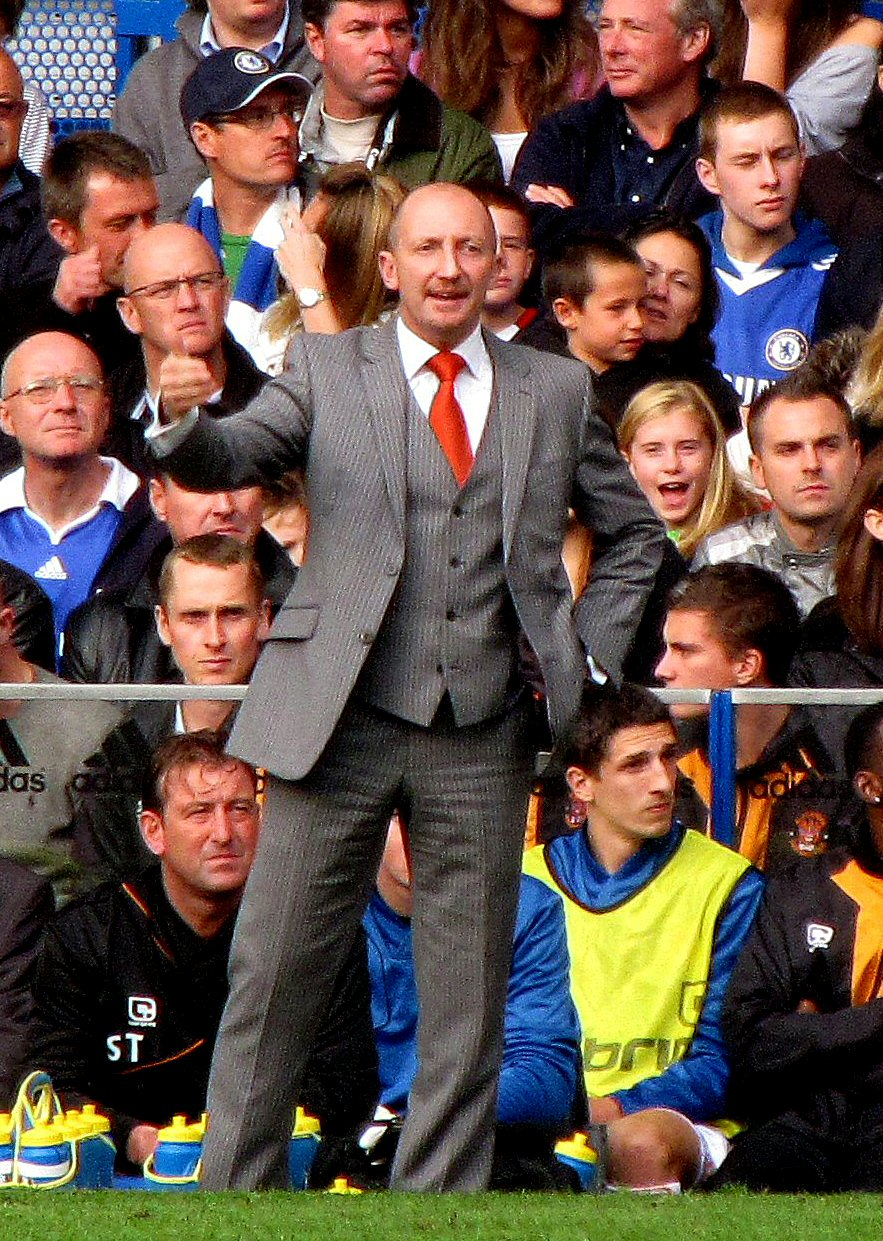
Ian Holloway trainierte QPR von 2001 bis 2006 und führte den Verein 2004 in die Football League Championship.

| Zeitraum  | Trainer                 |
| --------- | ----------------------- |
| 1906–1913 | James Cowan             |
| 1913–1920 | James Howie             |
| 1920–1924 | Ned Liddle              |
| 1925–1930 | Bob Hewison             |
| 1931–1933 | Archie Mitchell         |
| 1933–1935 | Mick O’Brien            |
| 1935–1939 | Billy Birrell           |
| 1939–1944 | Ted Vizard              |
| 1944–1952 | Dave Mangnall           |
| 1952–1959 | Jack Taylor             |
| 1959–1968 | Alec Stock              |
| 1968      | Bill Dodgin             |
| 1968      | Tommy Docherty          |
| 1969–1970 | Les Allen               |
| 1970–1974 | Gordon Jago             |
| 1974–1977 | Dave Sexton             |
| 1977–1978 | Frank Sibley            |
| 1978–1979 | Steve Burtenshaw        |
| 1979–1980 | Tommy Docherty          |
| 1980–1984 | Terry Venables          |
| 1984      | Alan Mullery            |
| 1984–1985 | Frank Sibley            |
| 1985–1988 | Jim Smith               |
| 1988–1989 | Trevor Francis          |
| 1989–1991 | Don Howe                |
| 1991–1994 | Gerry Francis           |
| 1994–1996 | Ray Wilkins             |
| 1996–1997 | Stewart Houston         |
| 1997–1998 | Ray Harford             |
| 1998–2001 | Gerry Francis           |
| 2001–2006 | Ian Holloway            |
| 2006      | Gary Waddock            |
| 2006–2007 | John Gregory            |
| 2007–2008 | Luigi De Canio          |
| 2008      | Iain Dowie              |
| 2008–2009 | Paulo Sousa             |
| 2009      | Jim Magilton            |
| 2009–2010 | Paul Hart               |
| 2010–2012 | Neil Warnock            |
| 2012      | Mark Hughes             |
| 2012–2015 | Harry Redknapp          |
| 2015      | Chris Ramsey            |
| 2015–2016 | Jimmy Floyd Hasselbaink |
| 2016–2018 | Ian Holloway            |
| 2018–2019 | Steve McClaren          |
| 2019–2022 | Mark Warburton          |
| 2022      | Michael Beale           |
| 2022–2023 | Neil Critchley          |
| 2023      | Gareth Ainsworth        |
| 2023–225  | Martí Cifuentes         |
| seit 2025 | Julien Stéphan          |

## Prominente Anhänger
Einer der bekanntesten Fans des Vereins ist – neben Robert Smith von The Cure – wohl der Sänger der Band Babyshambles, Pete Doherty. Schon als kleines Kind war er Fan des Vereins und zeitweise sogar Vorstandsmitglied, bis er auf einer Toilette beim Drogenkonsum angetroffen wurde. Weitere prominente Fans sind Ian Gillan von Deep Purple, Phil Collins von Genesis, Comedian Bill Bailey und das ehemalige Depeche-Mode-Mitglied Alan Wilder.

## Ligazugehörigkeit
- 1920–1948: Football League Third Division
- 1948–1952: Football League Second Division
- 1952–1967: Football League Third Division
- 1967/1968: Football League Second Division
- 1968/1969: Football League First Division
- 1969–1973: Football League Second Division
- 1973–1979: Football League First Division
- 1979–1983: Football League Second Division
- 1983–1992: Football League First Division
- 1992–1996: FA Premier League
- 1996–2001: Football League First Division
- 2001–2004: Football League Second Division
- 2004–2011: Football League Championship
- 2011–2013: Premier League
- 2013–2014: Football League Championship
- 2014–2015: Premier League
- seit 2015: Football League Championship / EFL Championship